# Sainte-Paule
För andra betydelser, se Sainte-Paule (olika betydelser).
Sainte-Paule är en kommun i departementet Rhône i regionen Auvergne-Rhône-Alpes i östra Frankrike. Kommunen ligger i kantonen Le Bois-d'Oingt som tillhör arrondissementet Villefranche-sur-Saône. År 2022 hade Sainte-Paule 330 invånare.

## Befolkningsutveckling
Antalet invånare i kommunen Sainte-Paule
| Referens: INSEE |